# Rosaleda de las terrazas del obispado
La Rosaleda de las terrazas del obispado (en francés: Roseraie des terrasses de l'évêché), es una rosaleda de 1 hectárea de extensión de propiedad pública, localizado en la comuna de Blois, en la región de Centro-Val de Loira. 
La rosaleda está considerada como «Jardin Remarquable» (jardín notable) en el 2000.

## Localización
La rosaleda está en la localidad de Blois, en el área  la región natural del Valle del Loira.
Blois es una ciudad francesa, la capital del departamento de Loir y Cher, situada en las orillas del río Loira entre las ciudades de Orleans y Tours.
Roseraie des terrasses de l'évêché, Code Postal 41000 Blois, Département de Loir-et-Cher, Région de Centre, France-Francia.
Planos y vistas satelitales.47°35′19″N 1°20′14″E / 47.58861, 1.33722

## Historia
El edificio del ayuntamiento de Blois es el del antiguo palacio de los obispos de Blois, construido en 1700 por Jacques V Gabriel. Está clasificado dentro de los monuments historiques de Francia con fecha del 25 de junio de 1930.
Creada en 1991 por iniciativa de la ciudad de Blois, la rosaleda se encuentra en la terraza inferior de los jardines del Obispado. 
Los « Jardins de l'Évêché » en terrazas dominan el Valle del Loira y ofrecen amplias vistas sobre la ciudad. 
La terraza inferior, que es la que ocupa la rosaleda contiene cientos de variedades raras de rosas. 
Las excavaciones llevadas a cabo en 2010 han descubierto un antiguo cementerio cuyo origen exacto es desconocido hasta la fecha.

## Rosaleda
Los diseñadores querían que cada una de las variedades de rosas cultivadas aquí fueran fragante y remontante. 
Las rosas se cultivan asociadas en los espacios íntimos con gramíneas, y ofrecen una multitud de formas y colores. 
El diseño está realzado por setos de hayas púrpura y manzanos ornamentales. 
En el eje central de la composición, la cuenca está rodeada de rosas de especies botánicas y una colección de rosas antiguas.
El primer bancal de cultivo con rosas blancas, crema y amarillo. 
El segundo combina las rosas de color rosa, y púrpura, con rosas de cobertura del suelo con pequeñas flores en racimos. 
El sendero está bordeado de rosas con las flores anaranjadas, con rosas que florecen en color amarillo para con el paso del tiempo virar a púrpura, o el rosa pálido de las rosas silvestres  rosa "églantine" que se elevan sobre las pérgolas «Fleur d'Orchidée» (Flor de orquídea).
Por último, en una zona delimitada por setos de hayas aparece la «rosa 'Roseraie de Blois'», variedad creada durante el diseño de la rosaleda y bautizada con su nombre.

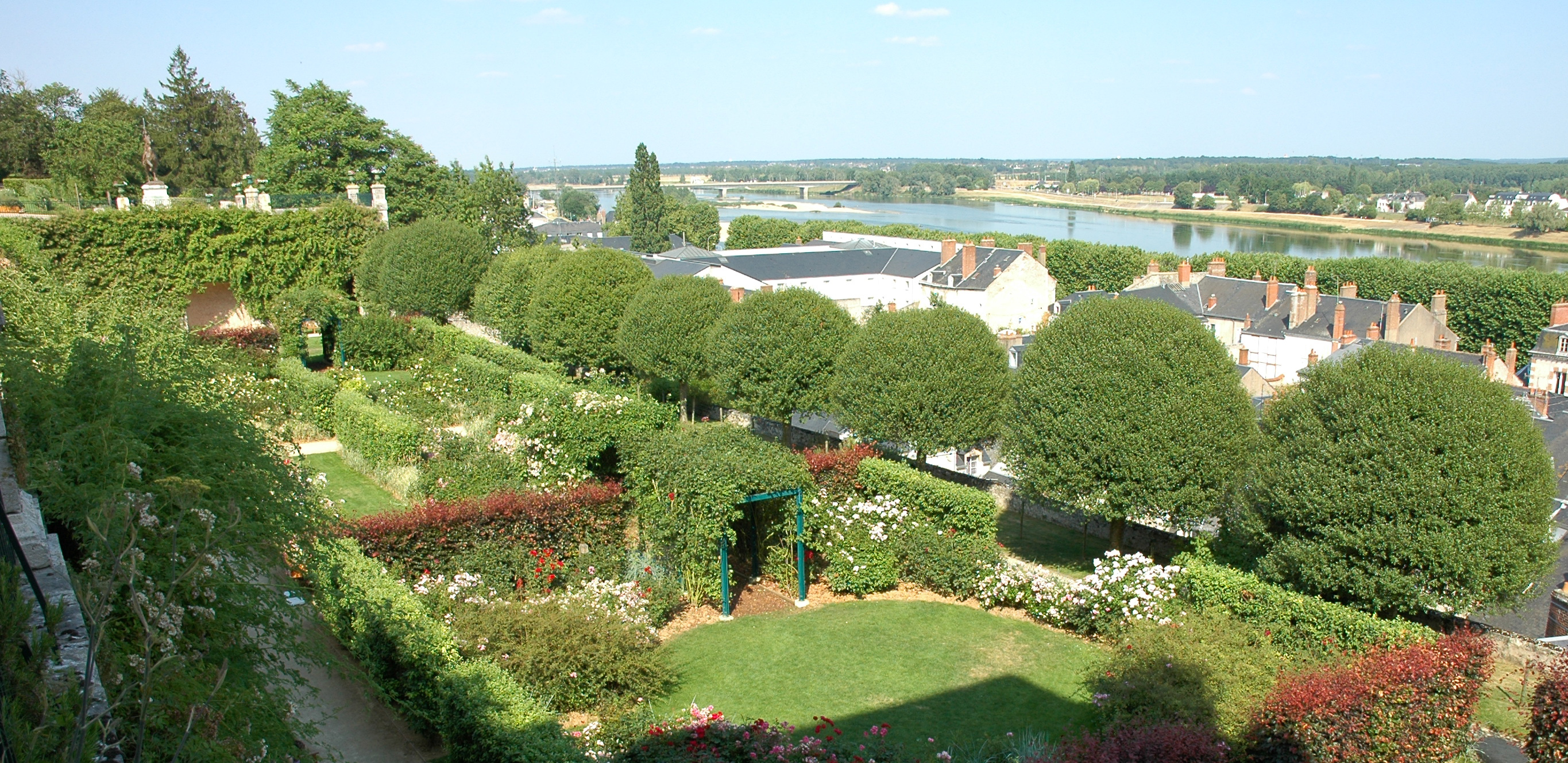
Rosaleda de las terrazas del obispado.